# Claudia Gerini

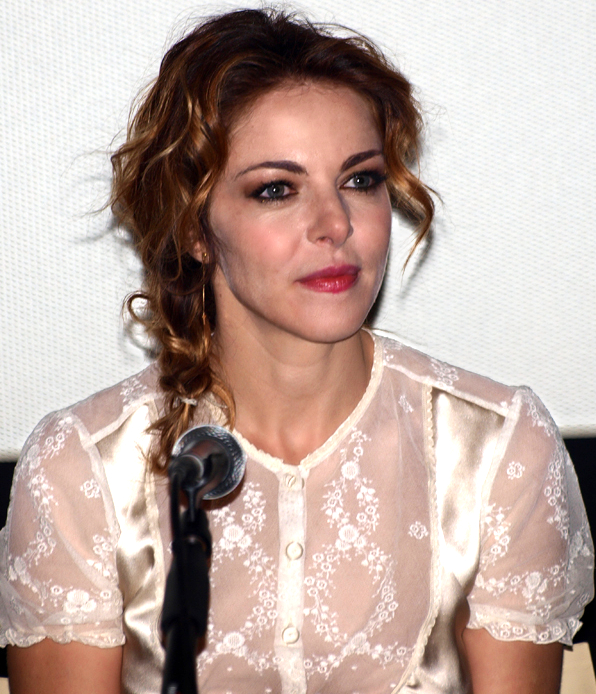
Claudia Gerini (2012)

Claudia Gerini (* 18. Dezember 1971 in Rom) ist eine italienische Schauspielerin.

## Leben
Claudia Gerini trat erstmals 1985 in Italien öffentlich in Erscheinung, als sie die italienische Miss Teenager-Wahl gewann. 1987 drehte sie ihren ersten Film unter der Regie von Sergio Corbucci. 1989 arbeitete sie für eine populäre TV-Spielshow für Teenager. Bei Auslandsaufenthalten in Paris, Los Angeles und Madrid lernte sie Französisch, Englisch und Spanisch. Nach zahlreichen italienischen Filmen hatte sie 2003 mit dem US-amerikanischen Film Unter der Sonne der Toskana ihr internationales Debüt. 2004 besetzte sie Mel Gibson in Die Passion Christi als Ehefrau von Pontius Pilatus, Claudia Procula. Erfolgreich war sie 2004 mit dem Film Don’t Move von und mit Sergio Castellitto. Sie spielte hier die Ehefrau von Castellitto und Gegenspielerin von Penélope Cruz. 2012 war sie in dem Fernsehfilm Das verlorene Labyrinth zu sehen. Weitere Film- und Fernsehauftritte folgten, auch international. Ihr Schaffen umfasst mehr als 60 Produktionen.
Claudia Gerini heiratete im September 2002 Alessandro Enginoli. Aus der Ehe, die 2004 wieder geschieden wurde, stammt eine Tochter.

## Filmografie (Auswahl)
- 1987: Roba da ricchi
- 1988: Ciao ma'…
- 1989: Night Club
- 1992: L'Atlantide
- 1994: Father and Son (Padre e figlio)
- 1995: L'anno prossimo… vado a letto alle dieci
- 1995: Viaggi di nozze
- 1996: Escoriandoli
- 1996: I'm Crazy About Iris Blond (Sono pazzo di Iris Blond)
- 1997: Fuochi d'artificio
- 1999: Lucignolo
- 1999: La vespa e la regina
- 1999: Deceit (Il gioco)
- 1999: Tutti gli uomini del deficiente
- 2001: Amarsi può darsi
- 2001: HS – hors service
- 2001: Off Key
- 2002: The Beach of the Greyhounds (La playa de los galgos)
- 2003: Unter der Sonne der Toskana (Under the Tuscan Sun)
- 2004: Die Passion Christi (The Passion of the Christ)
- 2004: Don’t Move (Non ti muovere)
- 2004: Guardians of the Clouds (Guardiani delle nuvole)
- 2006: Die Unbekannte (La sconosciuta)
- 2006: 48 ore (Fernsehserie, 12 Episoden)
- 2006: Our Land (La terra)
- 2006: Secret Journey (Viaggio segreto)
- 2007: A Dream House Nightmare (Nero bifamiliare)
- 2008: Grande, grosso e… Verdone
- 2008: Waiting for the sun (Aspettando il sole)
- 2009: Ex
- 2009: Mal was anderes? (Diverso da chi?)
- 2009: Meno male che ci sei
- 2011: My Tomorrow (Il mio domani)
- 2012: Das verlorene Labyrinth (Labyrinth, Fernsehfilm)
- 2012: The Legend of Kasper Hauser (La leggenda di Kaspar Hauser)
- 2012: Love Is in the Air (Com'è bello far l'amore)
- 2012: Reality
- 2012: Tulpa – Perdizioni mortali
- 2012: Una famiglia perfetta
- 2014: Maldamore
- 2014: Tutta colpa di Freud
- 2015: Getaway of Love (L'esigenza di unirmi ogni volta con te)
- 2016: Il traduttore
- 2016: Nemiche per la pelle
- 2017: John Wick: Kapitel 2 (John Wick: Chapter 2)
- 2017: Nove lune e mezza
- 2017: Ammore e malavita
- 2017–2020: Suburra: Blood on Rome (Suburra: la serie, Fernsehserie, 19 Episoden)
- 2018: Zuhause ist es am schönsten (A casa tutti bene)
- 2019: Dolceroma
- 2019: Non sono un assassino
- 2019: The Poison Rose – Dunkle Vergangenheit (The Poison Rose)
- 2019: A mano disarmata
- 2019: Diabolik (Regie: Gebrüder Manetti)
- 2020: Hammamet
- 2020: Burraco Fatale
- 2020: Anna Rosenberg
- 2021: Sulla giostra
- 2021: Mancino naturale
- 2021: Per tutta la vita
- 2021: Diabolik
- 2022: Lasciarsi un giorno a Roma
- 2022: Tapirulàn (auch Regie und Coautorin)
- 2022: Die Legende vom Tigernest (Ta'igara: An Adventure in the Himalayas)
- 2023: I migliori giorni
- 2023: Lo sposo indeciso che non poteva o forse non voleva più uscire dal bagno
- 2023: L'ordine del tempo
- 2023: Amleto è mio fratello
- 2023: The Well
- 2024: Sicilian Holiday
- 2024: U.S. Palmese
- 2024: Il corpo
- 2025: Fuori la verità